# Kärlek och Revolt!
Kärlek och Revolt! är ett musikalbum av den svenska reggaeartisten General Knas. Skivan är producerad av Mowgli. Albumet släpptes 24 augusti 2011.

## Låtlista
1. En God Vän (3:51)
2. 12/12 (3:53)
3. Hetare Än Lava (Med Syster Sol) (3:23)
4. Lika Länge (3:34)
5. Solidaritet (4:15)
6. Bubbela (3:09)
7. Svensk Reggae Anthem (3:52)
8. Abc (3:43)
9. Det Brinner (4:37)
10. Helig (4:25)